# Amt Hückeswagen

Gerichtssiegel des Amtes Hückeswagen aus dem Jahr 1779 zeigt unter den Initialen des Landesherrn Carl Theodor den Bergischen Löwen

Das Amt Hückeswagen war ein Gerichts- und Verwaltungsbezirk in der zum Herzogtum erhobenen Grafschaft Berg. 

## Geschichte
Das Amt wurde erstmals in einer Urkunde vom 6. September 1363 erwähnt.
Das Amt bestand aus der Freiheit (einem geschlossenen, aber nicht befestigten Ortskern) Hückeswagen und dem gleichnamigen Kirchspiel mit vier Honnschaften. Die Freiheit hatte als geschlossene Örtlichkeit rechtlich bis 1807 Bestand, sie entstand ursprünglich aus der Berghauser Honnschaft, aus der sie sich herauslöste.
In der oben erwähnten Urkunde vom 6. September 1363 anlässlich der Übertragung des Landes Blankenberg an das Herzogtum Berg wird auch das Amt Bornefeld erwähnt, die bergischen Kirchspiele, darunter Hückeswagen, sind hier ebenfalls aufgeführt. Das Kirchspiel Hückeswagen wurde um diese Zeit trotz des relativ kleinen Territoriums als eigenes Amt aufgeführt. Auch wird 1363 ein eigenes Hückeswagener Gericht in den Urkunden erwähnt.
1555 erfolgte die administrative Vereinigung der Ämter Bornefeld und Hückeswagen zum Amt Bornefeld-Hückeswagen. In einer Tabelle zur Einwohnerstatistik aus dem Jahr 1708 wird das Amt Hückeswagen gesondert vom Amt Bornefeld aufgeführt, auch wird die Freiheit Hückeswagen aufgeführt.
Wilhelm Sebastian Mühlheim wird von 1721 bis 1754 als Kurfürstlicher Richter im Amt Bornefeld-Hückeswagen genannt. Sein Amtssitz befand sich im Schloss Hückeswagen. Es folgten ihm als Richter seine beiden Söhne Johann Adam Sebastian Mühlheim, 1732–1774, und Wilhelm Constantin Mühlheim, 1775–1786. Darauf folgten Franz Joseph Thour, 1786–1793, und Karl Maubach, 1793–1812.